# Philip Mack
Philip John Mack (ur. 6 października 1892 w Paston Hall w Norwich, zm. 29 kwietnia 1943) – oficer marynarki brytyjskiej, kontradmirał. 

## Życiorys
Urodził się w Paston Hall w Norwich w Wielkiej Brytanii, był synem majora kawalerii Pastona Macka. Uczył się w Royal Navy College Osborne i Dartmouth.

## Początek służby i I wojna światowa
W 1905 wstąpił na służbę do marynarki brytyjskiej (Royal Navy). W stopniu porucznika marynarki, a od 1914 kapitana marynarki służył podczas I wojny światowej. W styczniu 1917 objął pierwsze dowództwo – żaglowego statku pułapki HMS „Result” (Q23), którym dowodził do kwietnia 1917. 15 marca 1917 statek ten uszkodził niemiecki okręt podwodny SM UC-45, 5 kwietnia 1917 sam został poważnie uszkodzony ogniem z działa innego okrętu podwodnego.

## Okres międzywojenny
Po wojnie, w 1923 krótko dowodził niszczycielem HMS „Tumult”, następnie od 1923 do 1925 niszczycielem HMS „Wishart” na Morzu Śródziemnym. Od grudnia 1925 do 1927 służył na krążowniku ciężkim HMS „Hawkins” na wodach chińskich. Od 1928 do 1930 dowodził niszczycielem HMS „Wryneck” na Morzu Śródziemnym. W 1930 poślubił Elizabeth Dawson. Następnie zajmował stanowiska sztabowe, a w latach 1932–1934 był zastępcą dowódcy pancernika HMS „Nelson”. W 1935 ukończył kurs dla starszych oficerów Royal Navy War College w Greenwich. Od 1935 do 1939 był attaché morskim na Amerykę Południową, w Buenos Aires.

## II wojna światowa
20 marca 1939 objął dowodzenie 7 Flotyllą Niszczycieli Floty Metropolii (Home Fleet), na okręcie flagowym niszczycielu HMS „Jervis”. W tym charakterze rozpoczął służbę podczas II wojny światowej. Flotylla ta po wybuchu wojny bazowała w ujściu rzeki Humber, jako część sił Humber Force Dowództwa Nore (Nore Command). Przez pierwsze miesiące wojny niszczyciele flotylli głównie patrolowały na Morzu Północnym i eskortowały tam konwoje przybrzeżne, wzięły też ograniczony udział w kampanii norweskiej (na skutek kolizji „Jervisa”, okrętem flagowym Macka od marca do lipca 1940 był HMS „Janus”). 
Mack został następnie w maju przeniesiony do Floty Śródziemnomorskiej w Aleksandrii, zostając 14 lipca 1940 dowódcą 14 Flotylli Niszczycieli (od lipca ponownie jego okrętem flagowym był „Jervis”). Jego flotylla brała aktywny udział w działaniach przeciw flocie i żegludze włoskiej oraz osłonie konwojów na Maltę i działań głównych sił floty na wschodnim Morzu Śródziemnym. Brał m.in. udział w bitwie pod Matapanem w marcu 1941, za co został 3 lutego 1942 wymieniony w raporcie (Mentioned in Despatches, MID). Od 8 kwietnia 1941 cztery niszczyciele pod jego dowództwem utworzyły Zespół K, operujący z Malty, który 16 kwietnia 1941 zatopił włoski konwój 5 statków i 3 niszczyciele eskorty, przy stracie jednego własnego u wybrzeża Tunezji (tzw. konwój Tarigo). 14 Flotyllą Mack dowodził w dalszych akcjach do 19 marca 1942. 
Od 6 maja 1942 do 15 lutego 1943 Mack był dowódcą pancernika HMS „King George V”. W styczniu 1943 awansował na stopień kontradmirała. 
Zginął 29 kwietnia 1943 w katastrofie lotniczej
Był odznaczony dwukrotnie Distinguished Service Order (DSO & Bar), pierwszy raz za przebieg służby, ponownie za bitwę z konwojem Tarigo.

## Kariera
- 15 czerwca 1913 – porucznik marynarki (Sub Lieutenant)
- 19 września 1914 – kapitan marynarki (Lieutenant)
- 15 września 1922 – komandor podporucznik (Lieutenant-Commander)
- 30 czerwca 1927 – komandor porucznik (Commander)
- 31 grudnia 1934 – komandor (Captain)
- 12 stycznia 1943 – kontradmirał (Rear-Admiral)